# Kim Yoon-man
Kim Yoon-man, född den 25 februari 1973, är en sydkoreansk skridskoåkare.
Han tog OS-silver på herrarnas 1 000 meter i samband med de olympiska skridskotävlingarna 1992 i Albertville.